# Andreïevskoïe
Andreïevskoïe (Андреевское) est un ancien domaine nobiliaire de Russie, aujourd'hui hameau dépendant du village de Volga dans le raïon de Nekoouz appartenant à l'oblast de Iaroslavl.
Il comporte une ancienne demeure seigneuriale ayant appartenu à la famille princière Kourakine, sur la rive droite de la rivière Ild à quelques kilomètres de la route Ouglitch-Nekoouz-Breïtovo.

## Historique
Cette terre a dépendu pendant de longs siècles de l'ouiezd de Mologa. Au XVIIIe siècle, une partie de son territoire est la propriété du comte Alexeï Moussine-Pouchkine, diplomate et collectionneur fameux. En 1811, sa fille Natalia Moussina-Pouchkina, reçoit la propriété en dot lorsqu'elle épouse le général-prince Dmitri Volkonski. Au milieu du XIXe siècle, leur fils, le prince Mikhaïl Volkonski en hérite, puis sa fille Élisabeth, épouse du prince Anatoli Kourakine.
Dans les années 1910, le domaine comprenait une maison de maîtres, des communs, un parc à l'anglaise avec des cascades d'étangs et une orangerie. Alentour, on trouvait aussi deux moulins à eau, une laiterie, une briqueterie et d'autres bâtiments. Le prince Dmitri Volkonski fait ouvrir une école en 1835 pour les enfants des paysans, une bibliothèque et une maternité. L'église du domaine consacrée à l'Annonciation, a été construite au village de Marino contre le domaine, à la fin du XVIIIe siècle, et agrandie au début du XXe siècle, selon les plans de l'architecte Demianovski.
Aujourd'hui, l'ancien domaine conserve une partie de la maison de maîtres où se trouvait à l'époque soviétique le siège du kolkhoze local.

## Personnalités
Le révolutionnaire SD Heinrich Matthäus Fischer (1871-1935) est né au domaine.

## Illustrations
|                                                            |                                         |                                                         |
| Restes de la maison de maîtres, construite au XIXe siècle. | Vue de la cour de la maison de maîtres. | Vue de l'église de l'Annonciation au village de Marino. |

## Source
- (ru) Cet article est partiellement ou en totalité issu de l’article de Wikipédia en russe intitulé « Андреевское (Некоузский район) » (voir la liste des auteurs).